# Grzybolubka lepka
Grzybolubka lepka (Asterophora parasitica (Bull.) Singer) – gatunek grzybów należący do rodziny kępkowcowatych (Lyophyllaceae).

## Systematyka i nazewnictwo
Pozycja w klasyfikacji według Index Fungorum: Lyophyllaceae, Agaricales, Agaricomycetidae, Agaricomycetes, Agaricomycotina, Basidiomycota, Fungi.
Po raz pierwszy takson ten opisał w roku 1791 Jean Baptiste François Bulliard nadając mu nazwę Agaricus parasiticus. Obecną, uznaną przez Index Fungorum nazwę nadał mu w roku 1951 Rolf Singer, przenosząc go do rodzaju Asterophora. Niektóre synonimy nazwy naukowej:

- Agaricus parasiticus Bull. 1791
- Agaricus pilipes Sowerby 1803
- Agaricus umbratus With. 1796
- Fungus pilipes (Sowerby) Kuntze 1898
- Gymnopus parasiticus (Bull.) Gray 1821
- Gymnopus pilipes (Sowerby) Gray 1821
- Merulius parasiticus (Bull.) Purton 1821
- Nyctalis parasitica (Bull.) Fr. 1838[2].

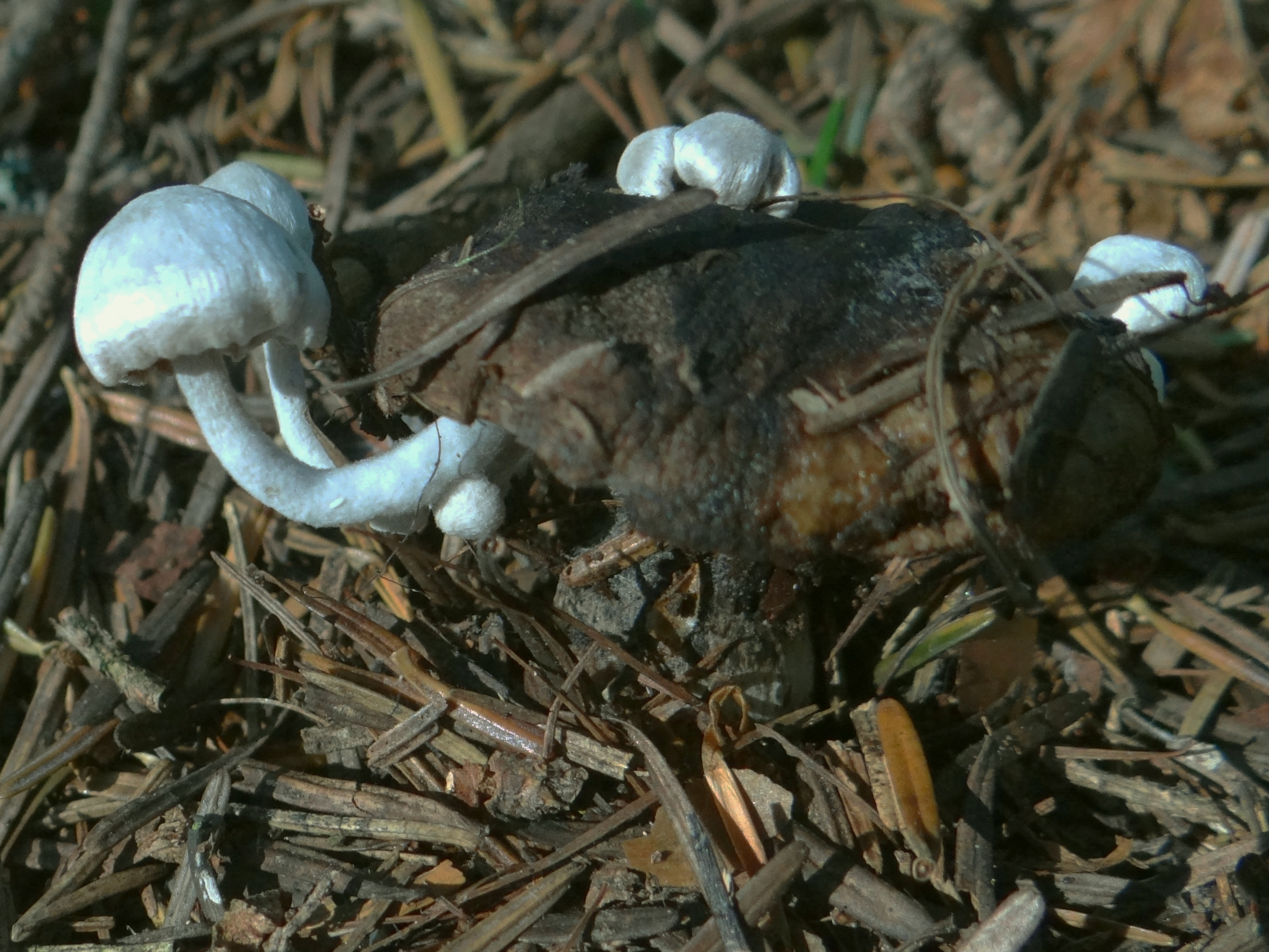

Nazwę polską nadał Władysław Wojewoda w 1999 r.

## Morfologia
Kapelusz
Początkowo okrągły, dzwonowaty, później rozpłaszczający się. Osiąga średnicę 0,8–2 cm. Barwa biała, śmietankowa do szarobeżowe, u starszych owocników brązowa. Powierzchnia owocników gładka, jedwabista, pokryta bardzo cienkimi, długimi włókienkami.
Blaszki
Grube, szeroko rozstawione, zbiegające na trzon. Czasami rozwidlają się przy brzegu kapelusza. Krawędzie pokryte drobnymi ziarenkami
Trzon
Wysokość 1–3 cm, grubość 0,4–1,2 cm. Często jest krzywy. Powierzchnia podobnej barwy jak kapelusz i również pokryta bardzo cienkimi, podłużnymi włókienkami. Pod samym kapeluszem trzon czasami jest delikatnie aksamitny, biały. U młodych okazów jest pełny, u starszych pusty.
Miąższ
Cienki, o barwie od białej do brązowej. Ma nieprzyjemny zapach i mączny smak.
Cechy mikroskopowe
Wysyp zarodników biały Zarodniki eliptyczne, gładkie, bezbarwne, o rozmiarach 5–6 × 3–4 μm. Ponadto wytwarza na blaszkach grubościenne chlamydospory o rozmiarach 17-21 × 9–10 μm.

## Zasięg występowania i siedlisko
Występuje w Ameryce Północnej i w Europie. Spotykany jest w całej niemal Europie i na większości jej obszaru nie jest rzadkością, bardzo rzadki jest tylko na Półwyspie Skandynawskim. Tutaj granica jego zasięgu nie przekracza północnej granicy zasięgu dębów. Znajduje się na listach gatunków zagrożonych w Niemczech, Norwegii i Finlandii.
Występuje w lasach, szczególnie grabowych i bukowych. Grzyb nagrzybny, pasożyt i saprotrof, rozwijający się na martwych owocnikach innych grzybów, głównie mleczajów i gołąbków, zwłaszcza na gołąbku smacznym, gołąbku śmierdzącym i gołąbku czarniawym. Nie do końca jest pewne, czy jest saprotrofem, czy pasożytem. Przez niektóre źródła jest określany jako pasożyt. W języku angielskim nazywany jest „pasożytem gołąbków”.